# Creu de terme del camí de Montserrat
La Creu de terme del camí de Montserrat és una creu de terme al municipi d'Igualada (Anoia). És una creu de ferro forjat amb ornaments florals neogòtics, especialment les puntes que estan acabades amb una combinació de fulles d'acant molt ben executades. La creu descansa sobre un massís de granit circular que al mateix temps serveix de font. Forma part de l'Inventari del Patrimoni Arquitectònic de Catalunya.

## Història
El 7 de juny de 1411, la vila donà llicència per a canviar la creu vella situada al camí del monestir de Montserrat. Aquesta creu va desaparèixer a mitjans del segle xviii. L'any 1867 el rector Dr. Ramon Sala va demanar el consentiment a l'ajuntament per a restablir-la a la cruïlla entre el camí reial i el camí al cementiri (actualment Av. Caresmar/Pau Casals) i la carretera de Vilanova. L'any 1935 quan es va proposar de fer una plaça en el lloc on estava emplaçada, la família Recassens va sol·licitar el trasllat a la seva torre, en el jardí. Enderrocada el 1939 i restaurada el 1940. Es coneix per la creu de les botifarres, ja que la seva primera localització estava situada al costat dels Burots.